# Audi Pikes Peak quattro
De Audi Pikes Peak quattro is een conceptauto van de Duitse autoproducent Audi. De auto werd in 2003 op de North American International Auto Show voor het eerst aan het publiek voorgesteld. De Pikes Peak quattro is een Sport Utility Vehicle en een studiemodel voor de Audi Q7 die in 2006 op de markt kwam. De auto was de eerste uit een reeks van drie conceptmodellen die Audi in 2003 presenteerde. Na hem volgden nog de Audi Nuvolari quattro en de Audi Le Mans quattro.
De Pikes Peak quattro is vernoemd naar een heuvelklim genaamd Pikes Peak in de Rocky Mountains waar Audi een aantal overwinningen haalde in de jaren tachtig met hun quattro-auto's.

## Techniek
De Pikes Peak quattro is uitgerust met een 4,2-liter biturbo V8-motor voorzien van directe benzine-inspuiting (FSI) die een vermogen van 500 pk (368 kW) en een koppel van 630 Nm vanaf 2000 tpm levert. De motor heeft een dubbele bovenliggende nokkenas met 5 kleppen per cilinder.
De auto is voorzien van een 6-traps Tiptronic automatische versnellingsbak die zich met flippers achter het stuur laat bedienen. Daarnaast heeft hij quattro vierwielaandrijving en adaptieve luchtvering.
De Pikes Peak quattro is in staat om in 4,7 seconden van 0 naar 100km/u te accelereren en heeft een elektronische begrensde topsnelheid van 250 km/u.